# Province de Sofala
Pour les articles homonymes, voir Sofala (homonymie).

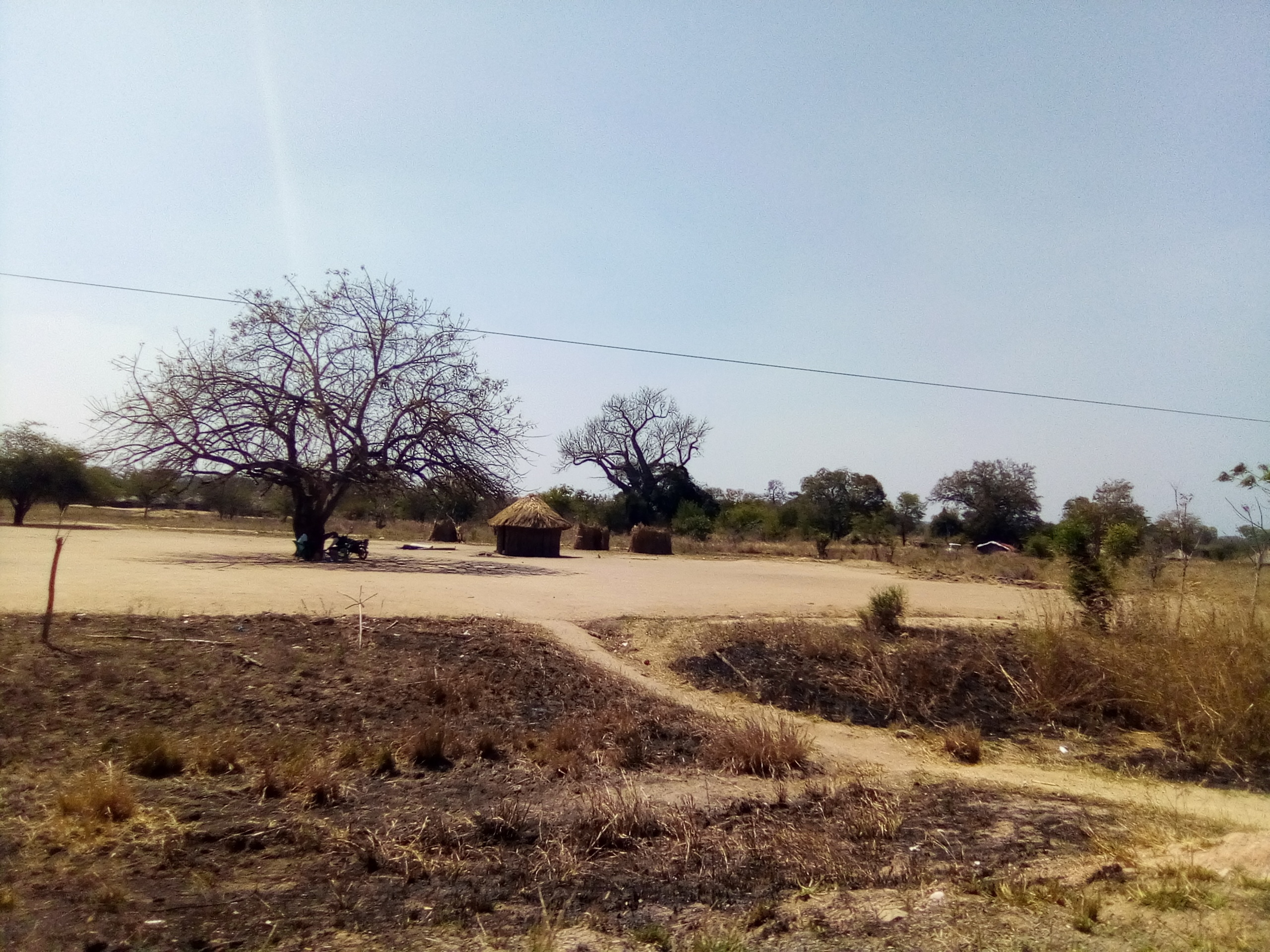
Village dans la province de Sofala.

La province de Sofala (en portugais : Provincia de Sofala) est l'une des dix provinces du Mozambique, en Afrique orientale. Sa capitale est la ville de Beira. La province tire son nom de l'ancien port de Sofala, situé à 35 km au sud de Beira. Selon le recensement de 2017, la province de Sofala compte 2 259 248 habitants.

## Histoire
Le propriétaire terrien portugais Joaquim Carlos Paiva de Andrada établit une base à l'embouchure d'un fleuve, à l'emplacement actuel de Beira, en 1884
La province de Sofala est l'un des bastions de la RENAMO. Fin 1978, les guérilleros de la RENAMO « pénètrent dans la province de Sofala et lancent des attaques le long de la route et de la voie ferrée Beira-Chimoio, le long du corridor Dondo-Inhaminga ».
Certaines des zones les moins peuplées de la province sont affectées par les mines terrestres ; les anneaux défensifs autour des villages étaient encore courants dans certaines zones rurales selon des rapports d'Oxfam datant du milieu des années 1990.
En mars 2019, la province est gravement touchée par le cyclone Idai, sa capitale Beira étant en grande partie détruite. Les inondations résultant de cette tempête se sont étendues à toute la province et au reste du Mozambique central.

## Géographie

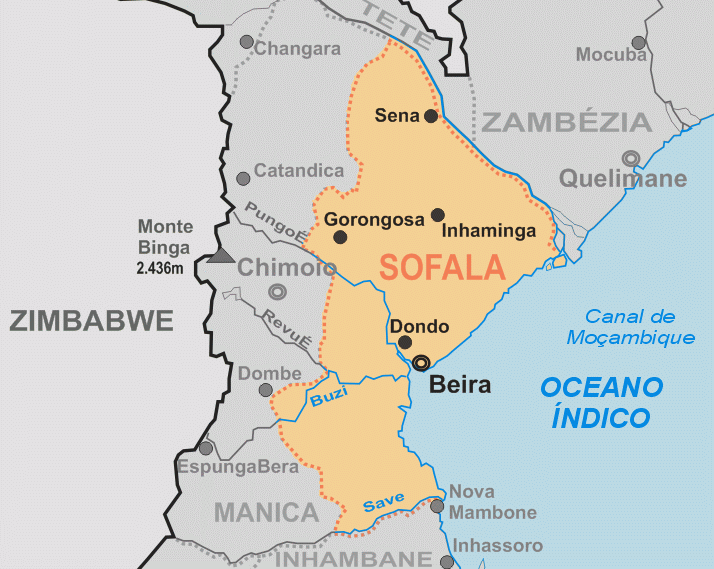
Carte de la province

La province de Sofala, au centre-est du Mozambique, couvre une superficie de 68 018 km2. La province est bordée au nord par la province de Tete, au nord-est par la province de Zambézie, au sud par la province d'Inhambane, et à l'ouest par la province de Manica. Les fleuves qui traversent la province comprennent le Chiveve, la rio Búzi, le Savé, qui coule le long de la frontière provinciale d'Inhambane, et le Pungue, qui se jette dans la mer à Beira. Sur le fleuve Urema (en), un affluent du Púnguè, la rivière forme une lagune qui abrite des centaines d'hippopotames. Les vallées de la province sont sujettes aux inondations ; fin janvier 2012, des pluies exceptionnellement fortes ont provoqué des inondations généralisées le long des rives du Púnguè et de la Save, ainsi que d'autres grands fleuves d'Afrique tels que le Zambèze et le Limpopo, entraînant l'évacuation de plus de 100 000 personnes au total.
Le parc national de Gorongosa, situé à l'extrémité sud du rift est-africain, couvre plusieurs milliers de kilomètres carrés, y compris le fond de la vallée et des parties des plateaux boisés environnants, qui contiennent des miombos et des forêts montagnardes. Le parc contient le mont Gorongosa (en) 1 863 m, une montagne considérée comme sacrée par les habitants du pays. Sur le versant est de la montagne, on trouve plusieurs zones de végétation en fonction de l'altitude, ainsi que de nombreuses grottes calcaires dans les environs.

### Districts

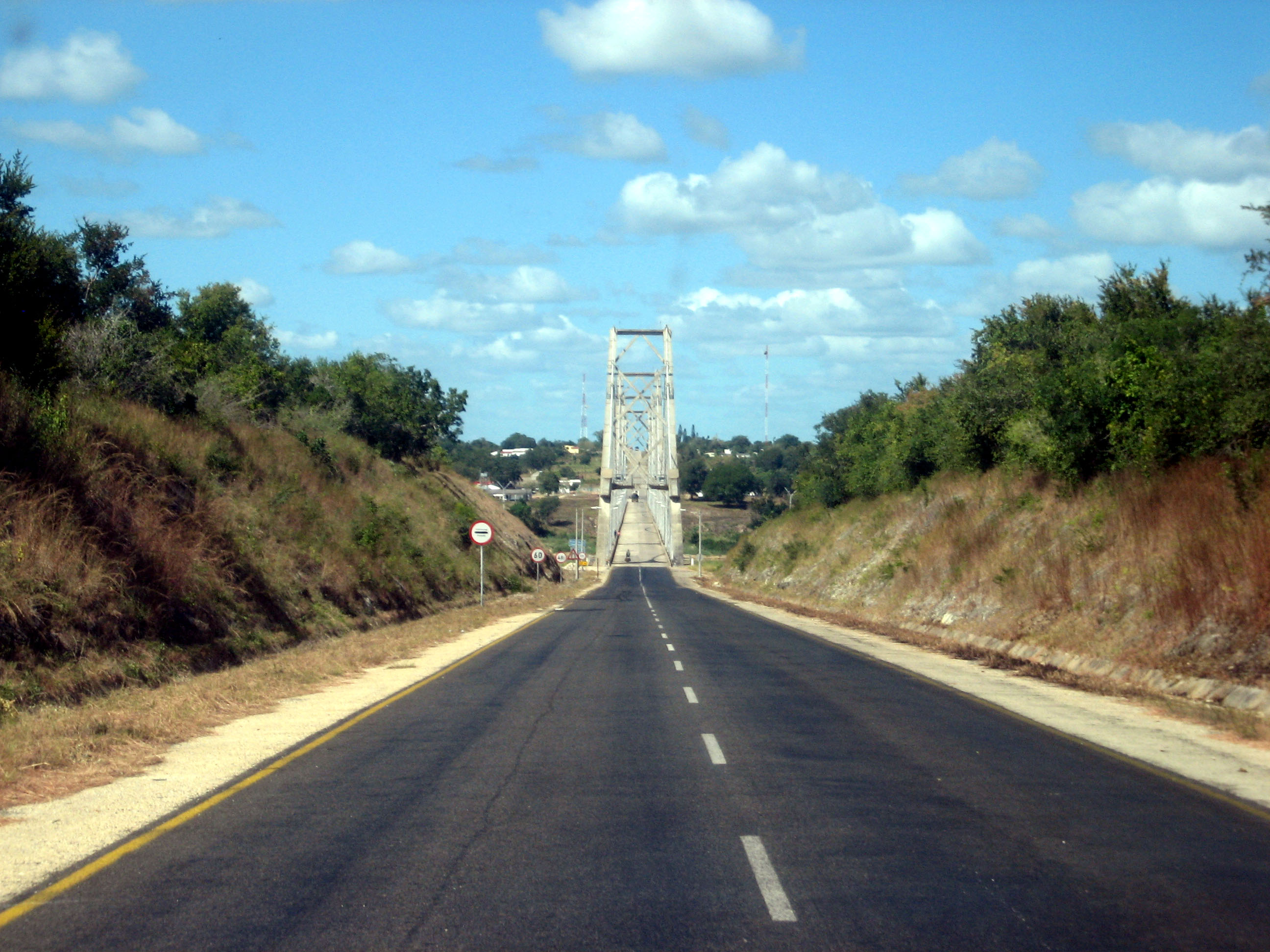
La route EN1 traversant le Savé entre les provinces d'Inhambane et Sofala, Mozambique

La province de Sofala est divisée en 13 districts :
- District de Buzi
- District de Caia
- District de Chemba
- District de Cheringoma
- District de Chibabava
- District de Dondo
- District de Gorongosa
- District de Marromeu
- District de Machanga
- District de Maringué
- District de Muanza
- District de Nhamatanda

## Économie

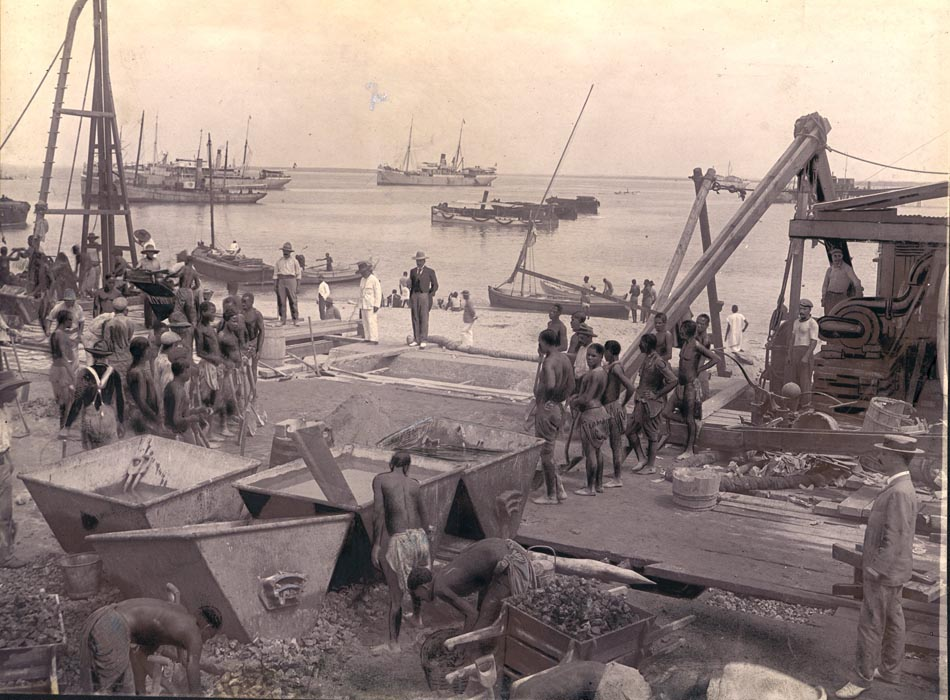
Le port de Beira en 1902

La ville de Beira, capitale provinciale, deuxième ville du Mozambique et port le plus actif du pays, joue un rôle-clé dans l'économie locale. Les principales exportations comprennent du minerai, du tabac, des produits alimentaires, du coton, du cuir et des peaux, et les principales importations comprennent des engrais, des équipements et du textile, des combustibles liquides et du blé. La Compagnie du Mozambique avait son siège à Beira, pendant la construction du chemin de fer à travers le pays. De nombreux bâtiments datent de l'époque coloniale. La ville est « aussi célèbre pour ses fruits de mer que pour sa vie nocturne débridée ». Le phare de Makuti à Beira est construit en 1904. Le commerce du pétrole a joué un rôle important dans l'économie régionale, Beira ayant été reliée au Zimbabwe par un oléoduc en 1960. Le port de Beira est crucial pour le commerce du pétrole entre le Zimbabwe, le Malawie, la Zambie et la République démocratique du Congo. Au XXIe siècle, la productivité agricole de la province s'est considérablement améliorée, ce qui a permis de réduire la pauvreté. L'aide au développement autrichienne a joué un rôle majeur dans l'investissement dans la province.